# Stazione di Poggio Renatico
Stazione di Poggio Renatico vasútállomás Olaszországban, Poggio Renatico településen.

## Vasútvonalak
Az állomást az alábbi vasútvonalak érintik:
- Padova–Bologna-vasútvonal

## Kapcsolódó állomások
A vasútállomáshoz az alábbi állomások vannak a legközelebb:
- Stazione di Galliera
- Stazione di Coronella